# Pátio do Colégio

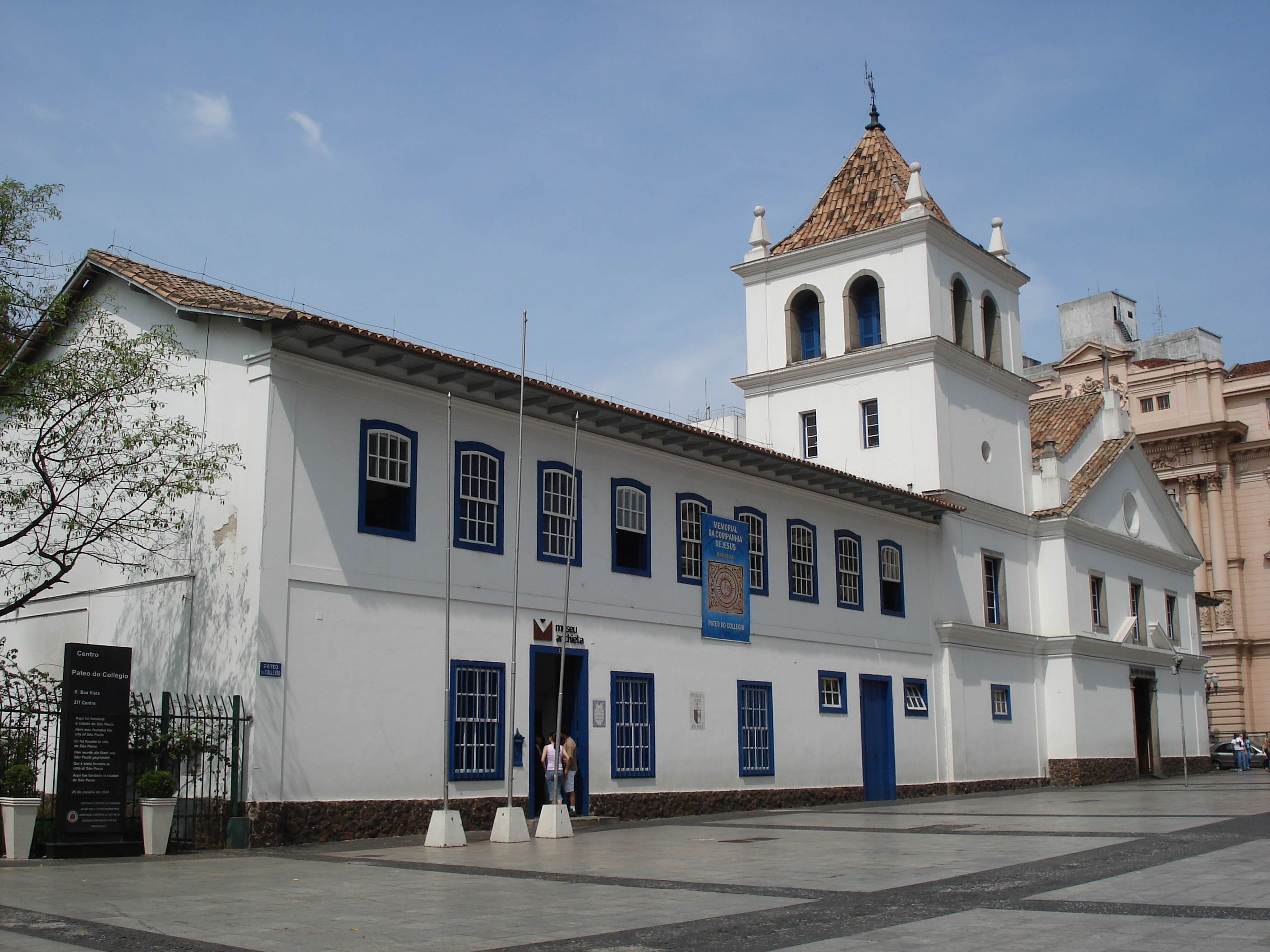
Pátio do Colégio.

El Pátio do Colégio fue la primera construcción levantada en la actual ciudad de São Paulo, cuando el padre Manuel da Nóbrega y el entonces novicio José de Anchieta, jesuitas representando a Portugal, decidieron crear un centro para catequizar a los indígenas del lugar. El sitio se ubica en lo alto de una colina entre los ríos Tamanduateí y Anhangabaú. La actual construcción data de 1979 y es sede del Museo Padre Anchieta.

## Historia
El 25 de enero de 1554 se realizó en sus dependencias la misa que oficializó el nacimiento del colegio jesuita. En 1556, el padre Afonso Brás fue el encargado de la ampliación de la antigua casa para albergar a los catequizadores. Peleas entre los colonos y los religiosos culminaron en la expulsión de los jesuitas del lugar, a donde sólo volverían trece años más tarde.
El Pátio do Colégio fue sede del gobierno de la entonces provincia entre 1765 y 1912, luego de que el Estado expropiase el lugar. Sirvió como Palacio de los Gobernadores, debido a la expulsión de los jesuitas de tierras portuguesas, determinada por el Marqués de Pombal en 1759.
En su interior se encuentran restos de la tercera construcción, de 1681. La construcción actual es una réplica de la seiscentista, dado que en 1896 el conjunto sufrió un desmoronamiento, siendo reinaugurada con el aspecto actual en 1979. Es sede del Museo Padre Anchieta.